# Hogarth Press

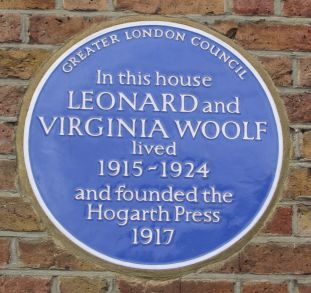
Placa conmemorativa en 'Hogarth House'.

Hogarth Press, editorial británica fundada en 1917 por Leonard y Virginia Woolf.
El 23 de marzo de 1917, tras vender algunos manuscritos de Thackeray que les permitieron conseguir los fondos que les faltaban, encargaron la primera máquina de imprimir, que les llegaría al cabo de un mes. La instalaron en el salón de la casa en que vivían por aquel entonces, Hogarth House, situada en el barrio londinense de Richmond, de donde proviene el nombre de la editorial.
En verano, se publicó la primera obra de la Editorial, Publication No. 1. Two Stories, incluyendo The Mark on the Wall de Virginia y Three Jews de Leonard, de la que se imprimieron manualmente 150 ejemplares. En noviembre de dicho año compraron una prensa de segunda mano y contrataron a Barbara Hiles.
Lo que comenzó siendo un hobby, creció durante el periodo de entreguerras hasta convertirse en un negocio.
En 1938 Virginia Woolf, desinteresada por el negocio, cedió su parte a John Lehmann; este y Leonard Woolf siguieron gestionándola hasta 1946, cuando se convirtió en una compañía asociada a Chatto & Windus.
Además de la publicación de los trabajos de los miembros del Círculo de Bloomsbury, la Hogarth Press fue pionera en la publicación de obras sobre psicoanálisis y traducciones de obras en lengua no inglesa, especialmente rusas.

## Algunas obras destacadas
- Karn, de Ruth Manning-Sanders (1922) - temprano trabajo poético.
- The Waste Land, de T.S. Eliot (1923) - primera edición en el Reino Unido.
- In a Province, de Laurens van der Post (1934) - primer libro del autor.
- The Standard Edition of the Complete Works of Sigmund Freud (1953-1974)